# Nea Makri
Nea Makri este un oraș în Grecia.